# 全球地址服务
全球地址服务（法語：service d'adresse mondial），缩写为sedamo，是一项基于互联网的、免费的、方便人们书写和传达国际邮递地址的服务。该服务为每一个注册的地址分配了一个由八个英文字母组成的编码，使用时可以利用该编码查询得到相应的以当地文字书写的地址。

## 背景
随着国际间的交流越来越紧密，全世界的人们有越来越多的需求要跨越国境递送信件和货物。当一个邮递地址是由不为用户所熟悉的语言、甚至是由一套完全陌生的文字系统写成的时候，用户在使用这个邮递地址的过程中会很容易出错。作为中国人，也许对泰国或阿拉伯国家的文字感到陌生。而许多西方人更是对复杂的汉字束手无策。虽然有利用英文字母进行转写的这种方法（例如使用汉语拼音），但是这种方法并不是一个理想的解决方案，原因有二：
一、转写得到的地址可能有歧义，并且经常不能够反推得到一个唯一的地址（例如同一个拼音往往对应于许多不同的汉字）。
二、目的地国家的邮政工作人员也许不习惯处理由别国文字写成的地址，从而拖慢邮递的速度，甚至出现投递错误。
赛达码为解决这类问题提供了一个简单有效的解决方案，能够以图片（位图）的形式提供书写正确、格式规范的邮递地址。只需在赛达码网站上检索得到所需的地址，就能够将其打印在信封上或是一个标签上，无需安装任何的软件或外文字体。
全球地址服务由跨文化交流俱乐部（英語：Cross-Cultural Communication Club，缩写CCCC，为一家注册于英国伦敦的慈善机构）运营。使用赛达码网站是免费的，网站运营的资金来源为社会捐助。

## 用法
第一步，收件人查看目的地地址的sedamo地址编码。这个编码将发送给发信人。
第二步，发信人用这个编码打印出国际样式的国外地址。（被全球邮政联合会推荐）这个sedamo系统将自动生成任意一种语言的罗马字符地址。这个罗马字符可被用于能够接受用手写拉丁语的快递公司。

## sedamo地址编码
这个sedamo地址编码由八个字母组成。例如：
CC-WE-WG-KG　这是法国巴黎的埃菲尔铁塔。
连字符只是为了更好地阅读，可省略．字符可以用除了＂Ｉ／Ｎ／Ｏ／Ｓ／Ｖ／Ｚ＂以外的任意字母，因为＂Ｉ＂和＂Ｊ＂易混淆，＂Ｎ＂和＂Ｍ＂相似，＂Ｏ＂和＂０＂相似，＂Ｓ＂和＂５＂相似，＂Ｖ＂和＂Ｕ／Ｗ＂相似，＂Ｚ＂和＂２＂相似。
编码存在一个＂校验数位＂，简单的错误：比如打错了一个字母或两个连续的字母，那么信件就会被寄往错误的地址。还有，相邻的地址会有特别大的不同的地址编码。这将会避免差错
。
sedamo地址编码说的是地址不是邮件人或公司。只有这个AA-AA-AA-AAArchive.today的存檔，存档日期2013-02-18是例外．这个地址是sedamo服务办公室地址。
符号：寄件人和收件人的地址编码：一个双箭头应该被用成：AA-AA-AA-AA >> CC-WE-WG-KG。由于自动生成，建议CCCC在编码39中打；条形码用＂百分号加上加号＂；收件人的编码和一个百分号（百分号加一个减号）；发件人编码没有横线．例如：

## sedamo基本服务
- eMail2address.com（邮件到地址）

邮件到地址网站支持注册一个链接到sedamo地址编码的自己的邮件到地址。注册后，邮件地址（电子地址）可用于检索sedamo地址
- sedamo基本软件

跨文化交流俱乐部，sedamo的经营者，执照，软件技术，运营商连接到sedamo数据库。这个软件可被用于检索地址／打印地址标签和运货单。
访问sedamo数据库需用户名和密码及软件提供的交易证明数码。运营商执行了sedamo的技术，而不是被CCCC自己运营的。

## 申请案例
sedamo地址编码已被用于《中国纽带》中

，一本对中国和欧洲的三种语言的商业向导．政府部门的地址及商业组织等的地址都只用拉丁字母书写。读者若想看到自己语言的书写请用上面提供的方法。
使用sedamo编码和手机应用程序一致，中国纽带移动办。
用户可从智能手机上安装此应用程序并用大体字查看．例如：和当地的出租车司机叫交流．这对于自己旅行并对当地语言不通的人很有帮助。

## 延伸链接
- service d'adresse mondial 的网站
- eMail2address.com 的网站（页面存档备份，存于）